# Hamorsbruch und Quellbäche
Hamorsbruch und Quellbäche este o arie protejată (sit de importanță comunitară — SCI) din Germania întinsă pe o suprafață de 464,05 ha, integral pe uscat.

## Localizare
Centrul sitului Hamorsbruch und Quellbäche este situat la coordonatele 51°24′09″N 8°17′59″E / 51.4025°N 8.2997°E.

## Înființare
Situl Hamorsbruch und Quellbäche a fost declarat sit de importanță comunitară în martie 2001 pentru a proteja un număr necunoscut de specii din flora spontană și fauna sălbatică aflate în arealul zonei.

## Biodiversitate
Situată în ecoregiunea continentală, aria protejată conține 4 habitate naturale: Cursuri de apă de la nivel de câmpie la nivel montan, cu vegetație Ranunculion fluitantis și Callitricho-Batrachion, Păduri de fag Luzulo-Fagetum, Mlaștini împădurite, Păduri aluvionare cu Alnus glutinosa și Fraxinus excelsior (Alno-Padion, Alnion incanae, Salicion albae).
La baza desemnării sitului se află un număr nedeclarat de specii protejate.
Pe lângă speciile protejate, pe teritoriul sitului au mai fost identificate 5 specii de plante.